# Podofilia

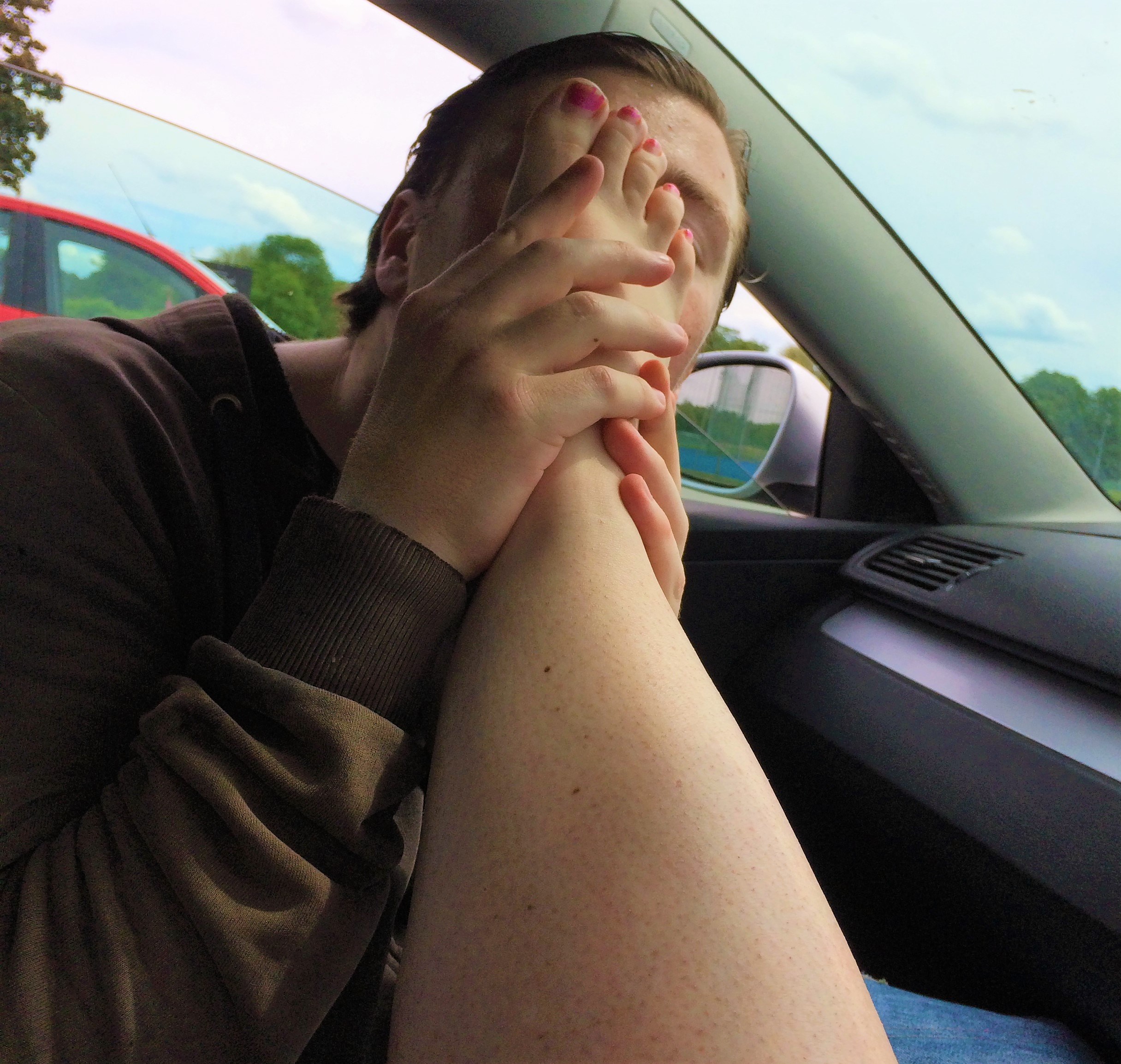
Fetyszyzm stóp

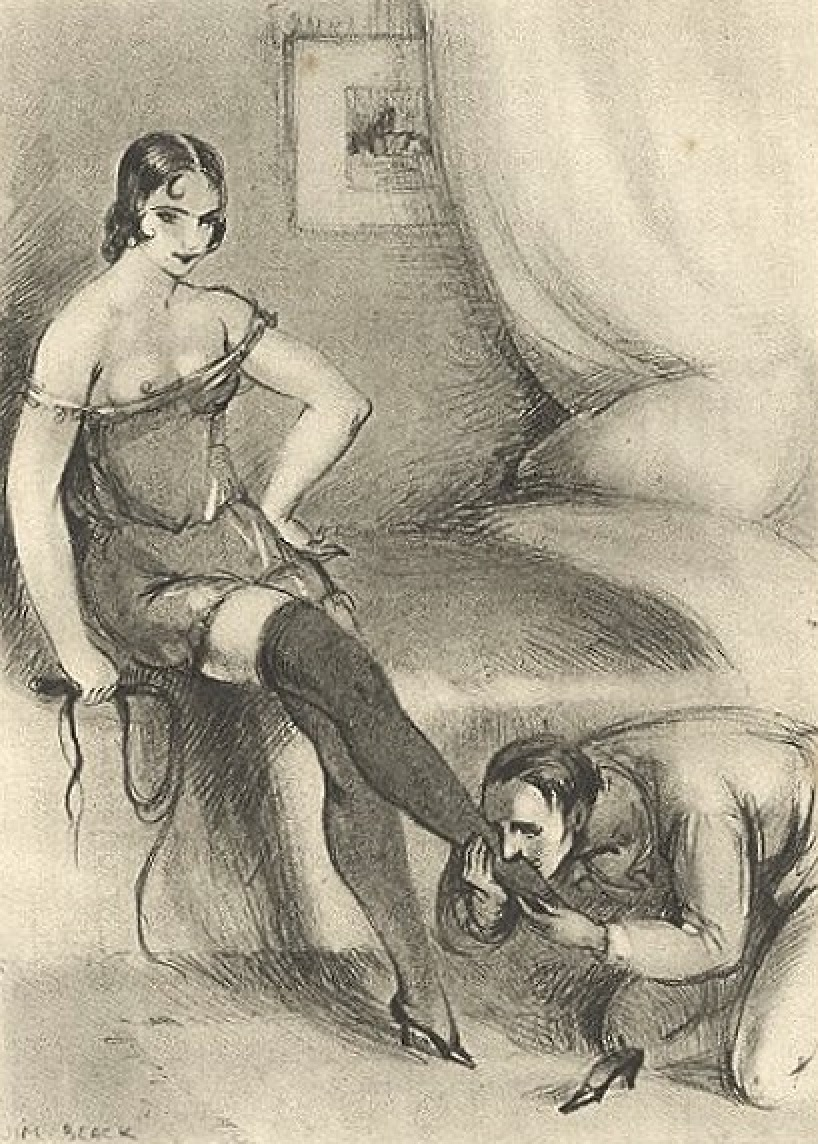
Mężczyzna całujący kobiecą stopę, przykład fetyszyzmu stóp

Podofilia – odmiana fetyszyzmu, jedna z najpowszechniejszych jego form, polegająca na osiąganiu podniecenia i satysfakcji seksualnej podczas kontaktu ze stopami partnera.
Spełnienie seksualne podofile osiągają przez dotykanie, całowanie, lizanie, ssanie, łaskotanie, wąchanie stóp i palców u stóp partnera. Fetyszyści stóp mają swoje ulubione rodzaje stóp – małe, duże, szczupłe, grube, o wysokim podbiciu lub płaskie, z długimi lub krótkimi palcami, z malowanymi lub też nie paznokciami. Fetyszyzm stóp wiąże się z nogami, butami, rajstopami i pończochami, które stanowią odrębne fetysze. Neurolog Vilayanur S. Ramachandran sugeruje, że fetyszyzm stóp wynika z tego, że stopy i genitalia są reprezentowane przez sąsiadujące ze sobą obszary w korze czuciowej mózgu. Fetyszyzm stóp jest dość częstym motywem w sztuce – przykładami są filmy Quentina Tarantino.

## Stosunek między stopami(łac.coitus interpedalis)
Często występującą formą podofilii jest footjob – zachowanie seksualne, w którym mężczyzna wprowadza wzwiedzionego penisa między złączone stopy partnerki/partnera (stronami podeszwowymi, normalnie) lub między palce jej/jego stóp i wykonuje nim ruchy frykcyjne aż do wytrysku lub partnerka/partner pobudza penisa mężczyzny, obejmując go stopami lub palcami stóp i wykonując nimi rytmiczne, posuwiste ruchy (częste jest użycie środka poślizgowego). Możliwa jest także stymulacja polegająca na pocieraniu i masowaniu członka podeszwą jednej stopy – masaż chiński.